# Scytodes kaokoensis
Scytodes kaokoensis is een spinnensoort uit de familie van de lijmspuiters (Scytodidae).
De wetenschappelijke naam van de soort werd in 1928 gepubliceerd door Reginald Frederick Lawrence.